# Ida Suter
Ida Suter (* 10. November 1891 in Käpfnach, Gemeinde Horgen; † 22. August 1974 in Zürich) war eine Schweizer Germanistin, die während dreissig Jahren als Lexikographin am Schweizerischen Idiotikon mitarbeitete.

## Ausbildung
Ida Suter kam als erstes Kind des Sägereibesitzers Rudolf Suter-Heussi zur Welt. Nach dem Schulbesuch am Geburtsort verbrachte sie mehrere Jahre in England und Schottland. Da sie – zunächst gegen den Willen ihres Vaters, aber unterstützt von ihren Lehrern – studieren wollte, besuchte sie nach ihrer Rückkehr das «Institut Minerva» in Zürich, um die Matura nachzuholen.
1917 schrieb sie sich an der Universität Zürich ein, wo sie Deutsche Philologie und Englische Sprache und Literatur studierte. 1923 promovierte sie bei Albert Bachmann zum Thema «Die Mundart bei Gottfried Keller» (gedruckt 1932).

## Wirken
Bachmann, der gleichzeitig Chefredaktor des Schweizerischen Idiotikons war, stellte seine ehemalige Doktorandin 1929 als «Bureaugehilfin» ein, die in erster Linie das dem Wörterbuch zugrundeliegende Material zu expzerpieren hatte; später rückte sie als «Hilfsredaktorin» nach. Ab 1937, nach Eugen Dieths Ausscheiden aus der Redaktion, wurde sie zusammen mit Clara Stockmeyer vollumfänglich zur Redaktionsarbeit herangezogen. Von nun an wurden die beiden Frauen auch namentlich auf den Titelseiten der einzelnen Lieferungen des Wörterbuchs genannt. Schon 1934 hatte Bachmanns Nachfolger im Amt des Leitenden Redaktors, Otto Gröger, dem Leitenden Ausschuss vorgeschlagen, ihre Namen anzuführen, doch war dies damals mit dem Argument zurückgewiesen worden, die beiden könnten hieraus ein Recht auf bessere Anstellungsverhältnisse ableiten. – Suter blieb auch nach ihrer Pensionierung dem Wörterbuch verbunden, indem sie weiterhin Korrekturen las.
Neben ihrer Arbeit als Redaktorin arbeitete sie von 1930 bis 1950 auch als Lehrerin am Haushaltungsseminar am Zeltweg und zeitweise auch an der Höheren Töchterschule, beides in Zürich. Sie wirkte überdies als philologische Beraterin an der kritischen Edition von Heinrich Pestalozzis Briefen mit. Suter war stolz auf ihr urchiges Zürichdeutsch und galt für manche Dialektschreiber als wichtige Instanz – nicht wenige legten ihr Manuskript zuerst ihr vor, bevor sie es an den Verlag schickten. An der Tausendjahrfeier ihres Heimatortes Horgen hielt sie eine Rede zum Thema «Mundart, Flur- und Familiennamen». Darüber hinaus war sie eine begeisterte Berggängerin und Fotografin.
Anlässlich ihrer Pensionierung 1959 hiess es, «feines Einfühlungsvermögen und hingebungsvolle Pflichttreue» hätten sie ausgezeichnet, und anlässlich ihres Todes 1974, sie sei ihren Kollegen «ein Vorbild an Pflichttreue und vornehmer Bescheidenheit» gewesen.

## Publikationen
- Artikel im Schweizerischen Idiotikon, Bände X, XI, XII und XIII; grössere Wortfamilien, die sie verantwortete, waren etwa Stëck(en) (nur das Grundwort), stellen (nur das Grundwort), Gestalt, Stein (Zusammensetzungen nur teilweise), Storz, Sturz, Strëb, strūb, Strubel, Strāl, Strām, Strīm, Strumpf, dick (mit Dicken), Tūben, Tubel, Tublen, Dīchsel, Andācht (mit Verdācht, Dāchtnis), Tǖfel (ohne Zusammensetzungen) und, zusammen mit Kurt Meyer, dienen (ohne Zusammensetzungen)
- Die Mundart bei Gottfried Keller. Dissertation Universität Zürich. Rascher, Zürich/Leipzig/Stuttgart 1932.
- Lebensbeschreibung und Anmerkungen zum Text in Johanna Spyris Der Toni von Kandergrund. Mit Bildern von Johanna Düby (= Hirt’s deutsche Sammlung; Gruppe 2. Band 58). Hirt, Breslau [1933].
- 40 Jahre Gesellschaft für deutsche Sprache und Literatur. In: Zürcher Monats-Chronik. Band 3, Nr. 12, 1934, S. 279 f.